# Football Club Torinese 1900
Questa voce raccoglie le informazioni riguardanti il Football Club Torinese nelle competizioni ufficiali della stagione 1900.

## Stagione
Il Torinese, dopo aver assorbito la disciolta Internazionale Torino, partecipò al suo terzo campionato, raggiungendo la finale del torneo persa contro il Genoa.

## Divise
La maglia utilizzata per gli incontri di campionato era a strisce verticali oro-nero.
| Manica sinistra · Manica sinistra · Maglietta · Maglietta · Manica destra · Manica destra · Pantaloncini · Calzettoni |

## Organigramma societario
Area direttiva
- Presidente:
- Vice presidente: Alfonso Ferrero de Gubernatis Ventimiglia

Area tecnica
- Allenatore: Albert Weber

## Rosa
| N. |                        | Ruolo | Calciatore            |
| -- | ---------------------- | ----- | --------------------- |
|    | Inghilterra (bandiera) | P     | George Beaton         |
|    | Italia (bandiera)      | D     | Uberto Cagnassi       |
|    | Italia (bandiera)      | D     | Marcello Colongo      |
|    | Italia (bandiera)      | D     | Carlo Nasi            |
|    | Germania (bandiera)    | D     | Franz Josef Schönbrod |
|    | Italia (bandiera)      | C     | Giuseppe Lubatti      |
|    | Svizzera (bandiera)    | C     | Albert Weber          |

| N. |                        | Ruolo | Calciatore     |
| -- | ---------------------- | ----- | -------------- |
|    | Italia (bandiera)      | A     | Guido Beltrami |
|    | Italia (bandiera)      | A     | Edoardo Bosio  |
|    | Inghilterra (bandiera) | A     | Edward Dobbie  |
|    | Inghilterra (bandiera) | A     | Franks         |
|    | Italia (bandiera)      | A     | Franz Södvitch |
|    | Italia (bandiera)      | A     | Ernesto Verdun |
|    | Italia (bandiera)      |       | De Fernex      |

## Calciomercato
| Acquisti | Acquisti         | Acquisti              | Acquisti   |
| R.       | Nome             | da                    | Modalità   |
| -------- | ---------------- | --------------------- | ---------- |
| P        | George Beaton    | Internazionale Torino | definitivo |
| C        | Giuseppe Lubatti | Internazionale Torino | definitivo |
| C        | Albert Weber     | Internazionale Torino | definitivo |
| A        | Guido Beltrami   | Internazionale Torino | definitivo |
| A        | Edoardo Bosio    | Internazionale Torino | definitivo |
| A        | Edward Dobbie    | Internazionale Torino | definitivo |
| A        | Franz Södvitch   | Internazionale Torino | definitivo |

| Cessioni | Cessioni                                  | Cessioni | Cessioni      |
| R.       | Nome                                      | a        | Modalità      |
| -------- | ----------------------------------------- | -------- | ------------- |
| A        | Alfonso Ferrero de Gubernatis Ventimiglia |          | fine carriera |

## Risultati

### Campionato Italiano di Football

#### Eliminatorie piemontesi
| Torino 4 marzo 1900 Eliminatoria regionale - 1ª giornata | Torinese  | 3 – 1 | Ginnastica Torino | Campo di Piazza d'Armi di Torino |
| \| \| \| \| \| ? \| Marcatori \| ? \|                    |           |       |                   |                                  |
|                                                          |           |       |                   |                                  |
| ?                                                        | Marcatori | ?     |                   |                                  |

| Arbitro: | Jourdan (Torino) |

|  |           |         |
|  | Marcatori | Colongo |

| Torino 25 marzo 1900 Eliminatoria regionale - 4ª giornata | Ginnastica Torino | 0 – 2 | Torinese | Campo di Piazza d'Armi di Torino |
| \| \| \| \| \| \| Marcatori \| ? \|                       |                   |       |          |                                  |
|                                                           |                   |       |          |                                  |
|                                                           | Marcatori         | ?     |          |                                  |

| Arbitro: | Jourdan (Torino) |

|   |           |   |
| ? | Marcatori | ? |

#### Semifinale
| Arbitro: | De Rote (Torino) |

|                   |           |  |
| Bosio 15’ 18’ 70’ | Marcatori |  |

#### Finale
| Arbitro: | Allison (Milano) |

|   |           |                       |
| ? | Marcatori | Henman Agar Bocciardo |

## Statistiche

### Statistiche di squadra
| Competizione                    | Punti | In casa | In casa | In casa | In casa | In casa | In casa | In trasferta | In trasferta | In trasferta | In trasferta | In trasferta | In trasferta | Totale | Totale | Totale | Totale | Totale | Totale | DR |
| Competizione                    | Punti | G       | V       | N       | P       | Gf      | Gs      | G            | V            | N            | P            | Gf           | Gs           | G      | V      | N      | P      | Gf     | Gs     | DR |
| ------------------------------- | ----- | ------- | ------- | ------- | ------- | ------- | ------- | ------------ | ------------ | ------------ | ------------ | ------------ | ------------ | ------ | ------ | ------ | ------ | ------ | ------ | -- |
| Campionato Italiano di Football | 10    | 4       | 3       | 0       | 1       | 9       | 5       | 2            | 2            | 0            | 0            | 3            | 0            | 6      | 5      | 0      | 1      | 12     | 5      | +7 |

### Statistiche dei giocatori
| Giocatore       | Campionato Italiano di Football | Campionato Italiano di Football |
| Giocatore       | Presenze                        | Reti                            |
| --------------- | ------------------------------- | ------------------------------- |
| G. Beaton       | 6                               | -5                              |
| G. Beltrami     | 6                               | 0                               |
| E. Bosio        | 6                               | 3                               |
| U. Cagnassi     | 6                               | 0                               |
| M. Colongo      | 6                               | 1                               |
| E. Dobbie       | 6                               | 0                               |
| G. Lubatti      | 6                               | 0                               |
| C. Nasi         | 6                               | 0                               |
| F. J. Schönbrod | 0                               | 0                               |
| F. Södvitch     | 6                               | 0                               |
| E. Verdun       | 6                               | 0                               |
| A. Weber        | 6                               | 0                               |